# Мехедінца
Мехедінца (рум. Mehedința) — село у повіті Прахова в Румунії. Входить до складу комуни Поденій-Ной.
Село розташоване на відстані 73 км на північ від Бухареста, 21 км на північний схід від Плоєшті, 148 км на захід від Галаца, 76 км на південний схід від Брашова.

## Населення
За даними перепису населення 2002 року у селі проживали 467 осіб, з них 466 осіб (99,8%) румунів. Усі жителі села рідною мовою назвали румунську.